# Rue des Vingt-Deux
La rue des Vingt-Deux est une rue de la ville belge de Liège faisant partie du quartier administratif des Guillemins.

## Toponymie
En donnant ce nom de cette rue, la ville de Liège a rendu hommage au Tribunal des XXII, une institution judiciaire de la principauté de Liège qui fut active pendant plus de six siècles (de 1373 à 1794).

## Localisation
Cette artère plate et rectiligne d'une longueur de 165 m se trouve sur la rive gauche de la Meuse entre l'avenue Blonden et la rue de Serbie. Large d'environ 11 m, elle applique un sens unique de circulation automobile de l'avenue Blonden vers la rue de Serbie.

## Historique
Propriété de la famille Foidart, le terrain fut offert en 1863 à la Ville de Liège pour permettre le percement d'une voirie entre l’avenue Blonden et la rue de Serbie à la condition que la valeur des habitations qui y seraient construites soit payée à cette famille. La voie est ouverte en 1866.

## Activités
La rue des Vingt-Deux est une voirie essentiellement résidentielle.

## Rues adjacentes
- Avenue Blonden
- Rue Sohet
- Rue de Serbie